# 渥美心
渥美 心（あつみ こころ、1995年10月27日 - ）は、静岡県浜松市出身のモーターサイクル・ロードレースレーサー。中京大学出身。
Yoshimura SERT Motulに所属している。リザーブ兼開発ライダー。FIM世界耐久選手権にフル参戦している。2019年鈴鹿8時間耐久ロードレースではSSTクラスで優勝。同年、セパン8時間耐久ロードレースではSSTクラスで3位を獲得。2022年にはスパ24時間耐久レースで3位を獲得。2024年鈴鹿８時間耐久ロードレースでは総合3位を獲得した。

## 経歴
1999年、4歳の誕生日にポケバイを父から貰う。2002年からポケバイレース参戦開始。2007年、鈴鹿サーキットレーシングスクール（SRS-J、現SRS-Moto）に入校。同年、ツインリンクもてぎで開催されたNSF100 HRCトロフィーでグランドチャンピオンに輝いた。 
2010年、ロードレースにステップアップし、2011年には全日本ロードレース選手権J-GP3クラスにスポット参戦。デビューしたてのNSF250Rを先行でライディングした。以降2013年にST600クラス、2014年にJ-GP2クラス、2017年にJSB1000クラスとステップアップ。最高位は2015年J-GP2クラス、2020年ST1000クラスにて獲得した4位である。
鈴鹿8時間耐久ロードレースには2016年に初参戦、以降2018年・2019年・2022年・2023年・2024年と参戦しており、最高位は2024年３位である。

## 戦績
- 2007年 - NSF100 HRCトロフィー グランドチャンピオン
- 2010年 - 鈴鹿サンデーロードレース選手権 ナショナルJ-GP3 チャンピオン
- 2011年 - 鈴鹿サンデーロードレース選手権 インターJ-GP3 ランキング3位
- 2015年 - 全日本ロードレース選手権 J-GP2 ランキング6位
- 2016年 - 全日本ロードレース選手権 J-GP2 ランキング12位
- 2019年 - 鈴鹿8時間耐久ロードレース SSTクラス優勝、セパン8時間耐久ロードレース SSTクラス3位[1]
- 2021年 - 全日本ロードレース選手権 ST1000 ランキング9位、ボルドール24時間耐久ロードレース 7位（SSTクラス4位）
- 2022年 - FIM世界耐久選手権 EWC 鈴鹿8時間耐久ロードレース 4位、SST ランキング9位、スパ24時間 3位
- 2024年 - FIM世界耐久選手権 EWC 鈴鹿8時間耐久ロードレース 3位